# Halmos Dezső
Halmos Dezső, születési és 1904-ig használt nevén Karpeles Dezső (Hunfalva, 1886. január 10. – Syosset, New York, 1960. január 9.) főorvos, belgyógyász, Mikes György (1912–1987) nevelőapja.

## Életpályája
Karpeles Lajos és Glas Emma fiaként született zsidó családban. Középiskolai tanulmányait az Aradi Királyi Főgimnáziumban és Berlinben, egyetemi tanulmányait a Budapesti Tudományegyetem Orvostudományi Karán végezte. Oklevelének megszerzése (1910) után négy évet részben Berlinben töltött, s részben Budapesten dolgozott Jendrassik Ernő mellett. A háborút megelőzően a Liget- és Parkszanatórium orvosaként működött. Az első világháború idején katonai szolgálatot teljesített. 1914. augusztus 4-ével tartalékos segédorvos-helyettessé nevezték ki. 1917. november 1-jei ranggal az 1. tábori ágyúsezrednél főorvosi kinevezésben részesült. 1920 után magángyakorlatot folytatott; előbb az Almássy tér 9., majd a Dohány utca 22. szám (és 106.) alatt. 1939-ben a Damjanich utca 58. számú házba költözött. Tüdő-, szív- és gyomorbántalmakkal foglalkozott. A második világháborút követően feleségével elhagyta Magyarországot és az Amerikai Egyesült Államokban telepedett le.

## Családja
Első felesége Gál Ibolyka (1893–1914) volt, akit 1913. augusztus 3-án Budapesten, a Terézvárosban vett nőül. Egy éven belül megözvegyült. 1920. február 28-án feleségül vette Fischl Józsát, akitől öt évvel később elvált. Harmadik házasságát első felesége nővérével, Gál Margittal (1890–?) kötötte 1925. május 27-én Budapesten, az Erzsébetvárosban. Gyermeke: Halmos Hedvig Alice (1914–?).

## Díjai, elismerései
- Ferenc József-rend
- Signum Laudis